# プスセンネス2世
プスセンネス2世（プスセンネス2せい、Psusennes II、[ギリシア語 Ψουσέννης]）は、エジプト第21王朝最後のファラオ。